# Ryszard Grygiel
Ryszard Grygiel (ur. 22 stycznia 1951 w Jarocinie) – polski archeolog i muzealnik, profesor nauk humanistycznych. W latach 1991–2019 dyrektor Muzeum Archeologicznego i Etnograficznego w Łodzi.

## Życiorys
Absolwent Liceum Ogólnokształcącego nr 1 im. Tadeusza Kościuszki w Jarocinie. W 1974 ukończył studia z archeologii na Uniwersytecie im. Adama Mickiewicza w Poznaniu. W tym samym roku rozpoczął pracę w Muzeum Archeologicznym i Etnograficznym w Łodzi na stanowisku kustosza. W 1980 obronił tytuł naukowy doktora na Wydziale Historycznym Uniwersytetu Warszawskiego, zaś w 1987 tytuł naukowy doktora habilitowanego. W 1991 został powołany na stanowisko dyrektora Muzeum Archeologicznego i Etnograficznego w Łodzi po zmarłym Andrzeju Mikołajczyku. W 2007 postanowieniem prezydenta RP Lecha Kaczyńskiego otrzymał tytuł profesora nauk humanistycznych. Funkcję dyrektora Muzeum pełnił do przejścia na emeryturę w 2019.
Jest autorem i współautorem kilkuset publikacji naukowych. Członek wielu towarzystw i organizacji.

## Odznaczenia i nagrody
- Odznaka Zasłużony Działacz Kultury (1980)
- Złota Odznaka Za Opiekę nad Zabytkami (1984)
- Srebrny Medal ,,Zasłużony Kulturze Gloria Artis” (2005)[5]
- Honorowy Obywatel Gminy Brześć Kujawski (2007)
- Nagroda Burmistrza Jarocina im. Stanisława Taczaka (2010)
- Odznaka ,,Za Zasługi dla Ziemi Jarocińskiej” (2010)
- Złoty Krzyż Zasługi (2011)
- Honorowy Obywatel Miasta Łęczyca (2013)[6][7]